# Nisa Chevènement
Pour les articles homonymes, voir Chevènement, Grünberg et Nisa (prénom).
 (juillet 2011).
Si vous disposez d'ouvrages ou d'articles de référence ou si vous connaissez des sites web de qualité traitant du thème abordé ici, merci de compléter l'article en donnant les références utiles à sa vérifiabilité et en les liant à la section « Notes et références ».
Nisa Chevènement, née Grunberg le 1er juin 1944 au Caire (Égypte), est une artiste française, peintre et sculptrice. 

## Biographie
Nisa Chevènement, née Grunberg, est la fille d'un promoteur immobilier, qui a été président de la communauté israélite du Caire de 1956 à 1965. Elle fait ses études secondaires au lycée français du Caire, puis étudie une année à l'école des Beaux-Arts, avant de quitter l’Égypte, en 1965, pour étudier à Paris où elle obtient un diplôme d'études supérieures de psychologie à l'université Paris 3 Sorbonne-Nouvelle en 1971. Elle travaille en tant que psychologue clinicienne dans  différents dispensaires de banlieue et  principalement au dispensaire de Montrouge. 
Nisa Chevènement se redirige vers l'art en 1988. Elle complète alors son éducation artistique en suivant des cours. Elle fréquente les ateliers de Paris ou elle rencontre notamment les artistes André Barelier (sculpteur), Roberto Matta (peintre, sculpteur surréaliste), Luc Simon (peintre), Adami (peintre) et Alékos Fassianòs (peintre). 
Depuis 1992, Nisa Chevènement expose ses œuvres en France et à l'étranger. En octobre 2001, elle expose à Milan avec la peintre Camilla Adami. Elle a travaillé avec la galerie Loft et la galerie Arnoux. On y rencontrait des personnalités telle que Michel Bouquet, Dominique de Villepin, Michelle Cotta, Lionel Jospin, Bernadette Chirac. Lors de son exposition de ses sculptures à la galerie Loft, "les tours de Nisa Chevènement" ont créé la surprise alors que les attentats du 11 septembre 2001 venaient d'avoir lieu. En mars 2012, elle expose au musée Ingres de Montauban pendant les tueries de mars 2012 à Toulouse et Montauban. Elle expose du 17 octobre au 4 novembre 2013 à la mairie du 6e arrondissement de Paris, Place Saint-Sulpice. Cette rétrospective de son travail présente des tableaux, des sculptures et des bijoux.
A l'étranger, Nisa a exposé dans de nombreux pays, aux Etats-Unis, au Mexique, à Taipei, à Shanghai, en Espagne, au Maroc, en Grèce et au Liban.

## Œuvres

### Sculpture
- Récolte
- Babel
- Tours
- Genèse
- Casas
- Carcasse
- Noun
- Arbre
- Le Grand livre du temps
- Tisser le temps
- Cérémonie
- Globe-trotteurs
- La bête 1&2
- De communs élans
- Chandeliers
- Wall Street
- Foule 1&2
- Contes
- Buisson

### Peinture
- Rassemblement
- Spirale
- Feu d'artifice
- Cité
- Faille
- Casas

## Vie privée
Elle épouse le 29 juin 1970, dans le 15e arrondissement de Paris, Jean-Pierre Chevènement, homme politique français.